# Anna Todd
Anna Todd   (Dayton, 20 de març de 1989) és una escriptora estatunidenca, coneguda per la sèrie de novel·les romàntiques juvenils After, publicada en primera instància a la plataforma Wattpad.

## Biografia
Todd va créixer a Dayton a l'estat d'Ohio. Als 18 anys, es va casar amb un soldat de l'exèrcit nord-americà, i tots dos van anar a viure a Fort Hood a Texas, on Todd va treballar a la cadena de restaurants Waffle House i a la cadena de productes de bellesa Ulta Beauty. Per combatre l'avorriment de les bases militars, mentre el seu marit feia tasques militars a l'Iraq, va començar a escriure After, basant el personatge principal, Hardin Scott, en Harry Styles, del grup musical One Direction. La novel·la, que va començar publicant a la plataforma virtual Wattpad, es va convertir en una saga de novel·les de tipus fanfiction, destinades a lectores adolescents. L'èxit va fer que l'editorial Simon & Schuster les publiqués en paper i en format ebook el 2014 i que han estat traduïdes a diversos idiomes. L'adaptació cinematogràfica es va estrenar el 2019 a diversos països del món.

## Novel·les
- After (2014). «After. On tot comença». Traducció: Esther Roig. Barcelona: Edicions 62, 2014[8]
- After We Collided (2014). «After. En mil bocins». Traducció: Esther Roig. Barcelona: Edicions 62, 2014
- After We Fell (2014). «After. Ànimes perdudes». Traducció: Esther Roig. Barcelona: Edicions 62, 2014
- After Ever Happy (2015). «After. Amor infinit». Traducció: Esther Roig. Barcelona: Edicions 62, 2015
- Before (2015). «After. Abans d'ella». Traducció: Esther Roig. Barcelona: Edicions 62, 2015
- Landon. Nothing More (2016). «Landon. Tot per tu». Traducció : Esther Roig. Barcelona: Columna, 2016
- Landon. Nothing Less (2016). «Landon. Ara i sempre». Traducció: Esther Roig. Barcelona: Columna, 2016
- Sisters. The Spring Girls (2017). «Sisters. Llaços infinits». Traducció: Núria Parés. Barcelona: Edicions 62, 2017
- Stars. The Brightest Stars (2018). «Stars. Estels fugaços». Traducció: Esther Roig. Barcelona: Edicions 62, 2018